# مارکو پالسترا
مارکو پالسترا (ایتالیایی: Marco Palestra؛ زادهٔ ۳ مارس ۲۰۰۵) بازیکن فوتبال اهل ایتالیا است.
وی همچنین در تیم‌های ملی فوتبال زیر ۱۹ سال ایتالیا، زیر ۲۰ سال ایتالیا، و زیر ۲۱ سال ایتالیا بازی کرده است.